# Bhool Bhulaiyaa 3
Série
Bhool Bhulaiyaa 2
(2022)
Pour plus de détails, voir Fiche technique et Distribution.
Bhool Bhulaiyaa 3 (भूल भुलैया 3) est un film d'horreur comique indien en langue hindi de 2024 réalisé par Anees Bazmee, écrit par Aakash Kaushik et produit par T-Series Films et Cine1 Studios. Il s'agit du troisième opus de la franchise éponyme après Bhool Bhulaiyaa (2007) et Bhool Bhulaiyaa 2 (2022). Il met en vedette Kartik Aaryan, Vidya Balan, Madhuri Dixit et Triptii Dimri, et se déroule à Calcutta, au Bengale occidental,.
Le film a été officiellement annoncé en mars 2023. Le tournage principal a eu lieu de mars à septembre 2024 à Mumbai, Kolkata, Orchha et Leh, avec la direction de la photographie de Manu Anand. Bhool Bhulaiyaa 3 est sorti en salles le 1er novembre 2024, coïncidant avec Diwali. Il a reçu des critiques mitigées, voire positives. Il a rapporté plus de ₹de roupies  dans le monde entier en deux semaines pour devenir le troisième film hindi le plus rentable et le sixième film indien le plus rentable de 2024.

## Synopsis
Ruhaan «Rooh Baba» Randhawa aime tromper les gens en prétendant être un chasseur de fantômes. L'oncle de Meera l'appelle pour parler avec Meera, qui serait possédée par un fantôme. Lorsque Meera arrive, Ruhaan est terrifié, croyant qu'elle est un vrai fantôme. Son oncle capture sa réaction sur le téléphone de Meera et fait chanter Ruhan, menaçant de publier la vidéo en ligne s'il ne les accompagne pas à Rakht Ghat.
N’ayant pas d’autre choix, Ruhaan accepte. À son arrivée, tout le monde est choqué de le voir car il ressemble exactement à Rajkumar Debendranath, un prince d'il y a 200 ans. La famille royale vit actuellement dans l'écurie en raison de la présence de l'esprit de Manjulika dans le palais.
Le Rajpurohit avertit tout le monde de ne pas s'approcher de la chambre de Manjulika, conseillant qu'elle ne devrait être ouverte que sur Durgashtami par un membre de la famille royale renaissant pour les débarrasser du fantôme. Croyant que Ruhaan est la réincarnation de Debendranath, tout le monde retourne au palais.
Selon un mythe local, il y a 200 ans, Manjulika était une princesse. Le roi avait un fils, Debendranath, avec une servante. Lorsqu'il décida de nommer Debendranath comme son héritier, Manjulika le tua de rage. En représailles, le roi a brûlé vive Manjulika, et son esprit vengeur hante désormais le palais, responsable de plusieurs décès.
Meera fait appel à une équipe de restauration pour travailler sur le palais afin qu'il puisse être vendu. Mallika, la leader de l'équipe, commence à montrer des signes de possession. Ruhaan apprend l'existence du vrai fantôme et prévoit de s'échapper, mais se rend compte qu'il doit effacer sa vidéo avant de partir. En le recherchant, il découvre que Meera a secrètement pris ses photos, suggérant des sentiments romantiques pour lui. Elle le confirme lorsqu'elle est confrontée.
Ruhan décide de rester mais apprend bientôt que Pandit, Panditaayan et Chhote Pandit vivent déjà dans la chambre de Manjulika. Ils révèlent qu'ils ont essayé de faire fuir tout le monde pour pouvoir rester là-bas en paix. L'équipe de restauration prend le contrôle de la pièce et brise accidentellement un mur, découvrant un passage caché menant à une pièce scellée avec le Bhairava Kavach. Le Rajpurohit, curieux, décide d'en savoir plus sur l'histoire du palais.
Désespéré de vendre la propriété, Raja Saab décide de briser le Bhairava Kavach avec l'aide de Rooh Baba. Au moment où ils ouvrent la porte, le Rajpurohit arrive avec la nouvelle que la chambre appartenait à Anjulika, la sœur aînée de Manjulika et Debendranath. Il révèle que le roi avait, il y a 200 ans, deux filles qui se méprisaient.
Bien qu'il connaisse la réputation hantée du palais, Mandira arrive en tant qu'acheteur potentiel pour en savoir plus sur le domaine. Après avoir rencontré Mallika, des événements étranges commencent à se produire. Le Rajpurohit avertit tout le monde d'être prudent jusqu'à Durgashtami, le jour où Manjulika devrait prendre sa revanche.
Ruhan et Meera ont plusieurs rencontres étranges avec Mallika et Mandira, ne sachant pas laquelle est la vraie Manjulika. Les Rajpurohit reviennent avec de l'huile sacrée pour détruire l'esprit de Manjulika, et la nuit avant Durgashtami, ils se rassemblent sur le site où son corps a été brûlé il y a 200 ans. Ruhaan parvient intelligemment à exorciser l'esprit qui possédait à la fois Mallika et Mandira, apprenant finalement qu'il ne s'agissait pas d'un fantôme féminin mais en fait d'un fantôme masculin, celui du prince Debendranath, tué il y a 200 ans pour son amour de la danse et son dédain pour son identité masculine.
Il est finalement révélé qu'Anjulika et Manjulika ont conspiré pour faire tuer Debendranath afin de sécuriser le trône. Une fois exposé au roi, il ordonna à ses ministres de le brûler vif. À la suite de cela, le roi expulsa les deux sœurs du royaume. Le fantôme du prince Debendranath tua alors le roi et ses gardes. Les Rajpurohit de cette époque ont scellé l'esprit de Debendranath dans la pièce cachée, sécurisée par le Bhairava Kavach. Il a finalement été révélé que c'était l'esprit de Debendranath qui provoquait les troubles en possédant les réincarnations de ses sœurs, Mallika et Mandira.
À la fin, Ruhaan, Meera, Mallika, Mandira et l'esprit de Debendranath partagent un moment sincère alors que Debendranath trouve enfin la paix à laquelle il aspire depuis plus de deux siècles.
Dans la scène du milieu du générique, il est révélé que Mandira n'est pas le véritable acheteur. Elle est en fait ACP Rathore, un policier infiltré, venu arrêter Ruhaan pour ses fraudes en tant que faux chasseur de fantômes Rooh Baba.

## Bande-son
La musique de fond du film est composée par Sandeep Shirodkar, tandis que la bande sonore est composée par Tanishk Bagchi, Amaal Mallik, Sachet–Parampara, Lijo George–DJ Chetas et Aditya Rikhari. Les paroles sont écrites par Sameer Anjaan, Rashmi Virag, Aditya Rikhari, Dhrruv Yogi, Som et Pitbull. La chanson « Title Track » et la chanson « Ami Je Tomar » composées à l'origine par Pritam ont été recréées une fois de plus après Bhool Bhulaiyaa 2. ,
Le premier single intitulé "Bhool Bhulaiyaa 3 (Title Track)" est sorti le 16 octobre 2024. Le deuxième single intitulé « Jaana Samjho Na » est sorti le 22 octobre 2024, une version reprise du single « Samjho Na » du chanteur Aditya Rikhari en 2022. L'album est sorti le 23 octobre 2024 sur toutes les plateformes de streaming musical.